# 9829 Мурільйо
9829 Мурільйо (9829 Murillo) — астероїд головного поясу, відкритий 19 вересня 1973 року.
Тіссеранів параметр щодо Юпітера — 3,044.